# Urbanització (nucli)

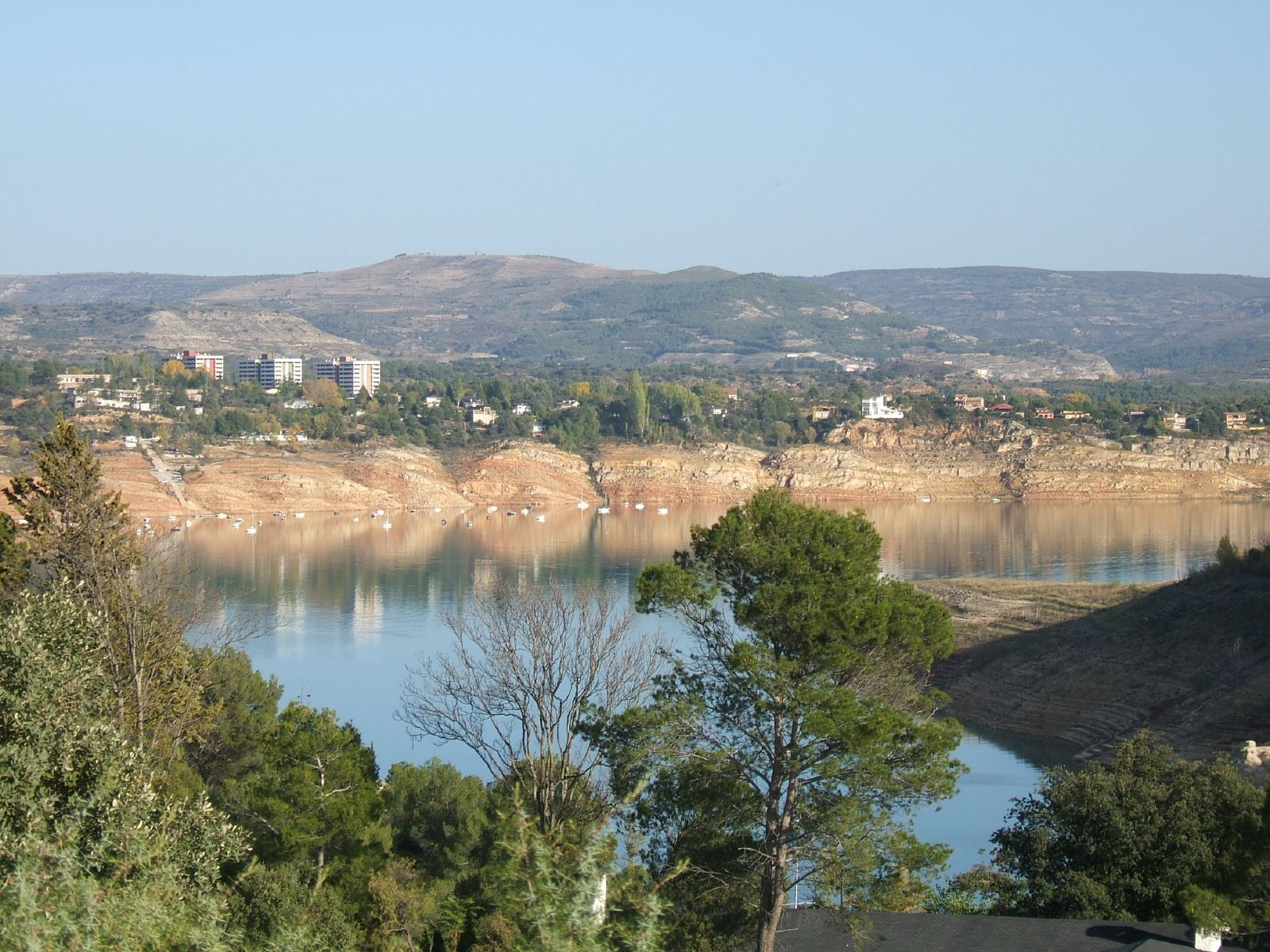
Urbanització a la vora de l'embassament d'Entrepeñas.

Una urbanització és un complex residencial, normalment extrapolat (fora del centre) d'un municipi, i que en depèn administrativament.

## Particularitats
"Urbanització" ve de la paraula llatina urbis. Actualment és una forma comuna de fer referència a un conjunt d'habitatges humans desenvolupats de forma organitzada, igual que les zones industrials i àrees comercials. Normalment aquestes zones residencials se situen fora dels nuclis de població establerts, per exemple a l'antic medi rural, vessants de muntanyes i zones costaneres. A Catalunya aquest tipus d'habitatge, desenvolupat essencialment entre les dècades de 1960 i 1990, s'estén per tot el territori, però es concentra sobretot a les comarques del Vallès Oriental i Vallès Occidental, Baix Llobregat, Garraf i Maresme.
Una urbanització no és un poble pròpiament dit. Consta bàsicament de xalets o edificis no gaire grans i d'una xarxa de camins o de carreteres. A la segona meitat del segle xx les cases de les urbanitzacions eren sobretot de segona residència, però a partir dels anys 1990 un nombre creixent de les cases edificades passa a convertir-se en residència principal.
A la zona del mediterrani molts d'aquests nuclis de població s'oposen a la forma de viure tradicional, car la gran majoria són inaccessibles amb els mitjans de transports públics i depenen totalment del transport privat. Algunes, i especialment les construïdes durant el "boom" immobiliari de 1990-2007, no solen tenir tots els serveis que calen per esdevenir nuclis viables.
Amb el creixement, hi ha urbanitzacions que poden esdevenir barris de poblacions més grans; és el cas, per exemple, de Fontpineda, al Baix Llobregat, que amb el temps ha esdevingut un dels nuclis residencials establerts del municipi on estava instal·lada, Pallejà. D'altra banda, també n'hi ha que poden ser inviables i acabar degradant l'entorn.